# Толканьов Володимир Васильович
Володимир Васильович Толканьо́в (нар. 26 лютого 1931, Омськ) — український хоровий диригент і педагог; заслужений діяч мистецтв УРСР з 1981 року.

## Біографія
Народився 26 лютого 1931 року в Омську. Член КПРС з 1956 року. 1959 року закінчив Одеську консерваторію (навчався у К. Пігрова, Д. Загрецького, С. Орфєєва). З 1959 року — викладач Рівненського музичного училища і керівник його хору. З 1968 року — у Рівненському педагогічному інституті (з 1988 року — його професор). Серед учнів — М. Гнатюк, Є. Кухарець, Н. Свобода.

## Твори
- хорова поема «Буревісник» (1960);
- цикли ховів на вірші:
  - Т. Шевченка («Тече вода з-під двора», «Ой сяду я під хатою», 1963);
  - Лесі Українки («Колискова», «Надія», 1965);
  - «Рондо» (1989);
- твори для оркестру народних інструментів — варіації на тему української пісні «Пливе човен» (1961), «Тріумфальний марш» (1989).

Автор методичних посібників:
- з хорового аранжування (1979);
- з техніки диригування (1980).